# Cucullia lactea
Cucullia lactea is een vlinder uit de familie uilen (Noctuidae). De wetenschappelijke naam is voor het eerst geldig gepubliceerd in 1787 door Fabricius.
De soort komt voor in Europa.